# Irmandiño-felkelés
Az 1467 és 1469 között az Ibériai-félsziget északnyugati részén, Galiciában lezajlott Irmandiño-felkelés a társadalom nehezebb helyzetben élő rétegeinek lázadása volt az őket elnyomó nemesség ellen. A 15. század egyik legnagyobb felkelése során mintegy 130–140 vár semmisült meg, de végül a felkelést leverték.

## Története
A 15. század közepén Galicia viszonylag elmaradott vidék volt, lakói főként mezőgazdaságból éltek. A feudális földesurak számos igazságtalanságot követtek el a parasztsággal szemben, mértéktelen adókat vetettek ki rájuk és szinte rabszolgasorban tartották őket, ezért egyre nőtt az elégedetlenség. 1467 tavaszán a helyzet odáig fajult, hogy a földművesek, halászok és kézművesek köreiben fegyveres felkelés tört ki, amelyet a felemelkedő városi polgárság egy része is támogatott, valamint csatlakoztak hozzájuk katonai képzettséggel rendelkező emberek is. Kasztíliában nem volt elég stabil a helyzet ahhoz, hogy az ottaniak bármelyik fél oldalán beavatkozhattak volna, sőt IV. Henrik kasztíliai király azért sem lépett fel a felkelők ellen, mert nem akart újabb frontot nyitni amúgy is meggyengült helyzetében. A felkelőknek néhány nemesi származású támogatója is akadt, például Alonso de Lanzós, Diego de Lemos, Pedro de Osorio, Lope Sánchez de Moscoso, Lope Pérez Mariño de Lobeira, Fernando Díaz de Teixeiro, Sueiro de Noguerol és Pedro Arias de Aldao kapitányok. A felkelés leverése után néhányuk átállt az 1472-ig tartó nemesi ellentámadás oldalára, míg mások megmaradtak az elnyomottak oldalán.
A harcok a galiciai hegyvidéken, mintegy 100 kilométeres sugarú területen zajlottak. A felkelők fő célpontjai nem maguk a nemes urak (az ő életüket igyekeztek kímélni), hanem a birtokukban álló várak voltak, ezekből mintegy 130–140-et pusztítottak el (sokat közülük szó szerint földig rombolak) a két év során: elterjedt vélekedés, hogy egyetlen egy vár sem maradt épen egész Galiciában, de azt is mondják, hogy éppen egyetlen, a Palas de Reiben található Castillo de Pambre. A főurak egy része ugyanúgy kénytelen volt Kasztíliába vagy Portugáliába menekülni, mint a kizsákmányolásban szintén élen járó egyházi elöljárók. Az egyház alsóbb szintjein tevékenykedő papok és testületek azonban inkább a felkelők oldalára álltak. Az irmandiño elnevezés is a hermandadnak nevezett középkori vallási egyesületek galiciai nyelvű elnevezéséből származik.
1479-ben három főúri hadsereg három irányból támadta meg a felkelőket: Pedro Álvarez Osorio lemosi gróf vezetésével Ponferrada, Alonso de Fonseca Santiago de Compostela-i érsek vezetésével Salamanca, valamint Pedro Madruga vezetésével Portugália irányából. Santiago de Compostela mellett egy nyílt téren lezajlott csatában a nemesi seregek győzelmet arattak, ennek ellenére a lázadók nem vesztették el lelkesedésüket, mivel az időközben vezetőjükké vált Pedro de Osorio erősítés érkezésében bízott. Erősítés azonban nem érkezett, így csapataik maradéka visszahúzódott a néhány még épen maradt erődítménybe és fallal övezett városba, ahol a nemesi seregek először még tárgyalásokba bocsátkoztak velük, végül erőiket felduzzasztva leverték őket. Amit a felkelők „alulról szerveződve” nem tudtak elérni, azt 1480-tól kezdve részben „felülről” próbálták megoldani a katolikus királyok emberei. Fonseca érsek például elsőként tett ígéretet alattvalóinak, hogy tiszteletben fogja tartani a szokásaikat, a lerombolt várakat pedig soha nem építik újjá.